# Angèle Christine Ondo
Angèle Christine Ondo, née en 1949, est une chercheuse, spécialiste du Mvett et écrivaine gabonaise.

## Biographie

### Études

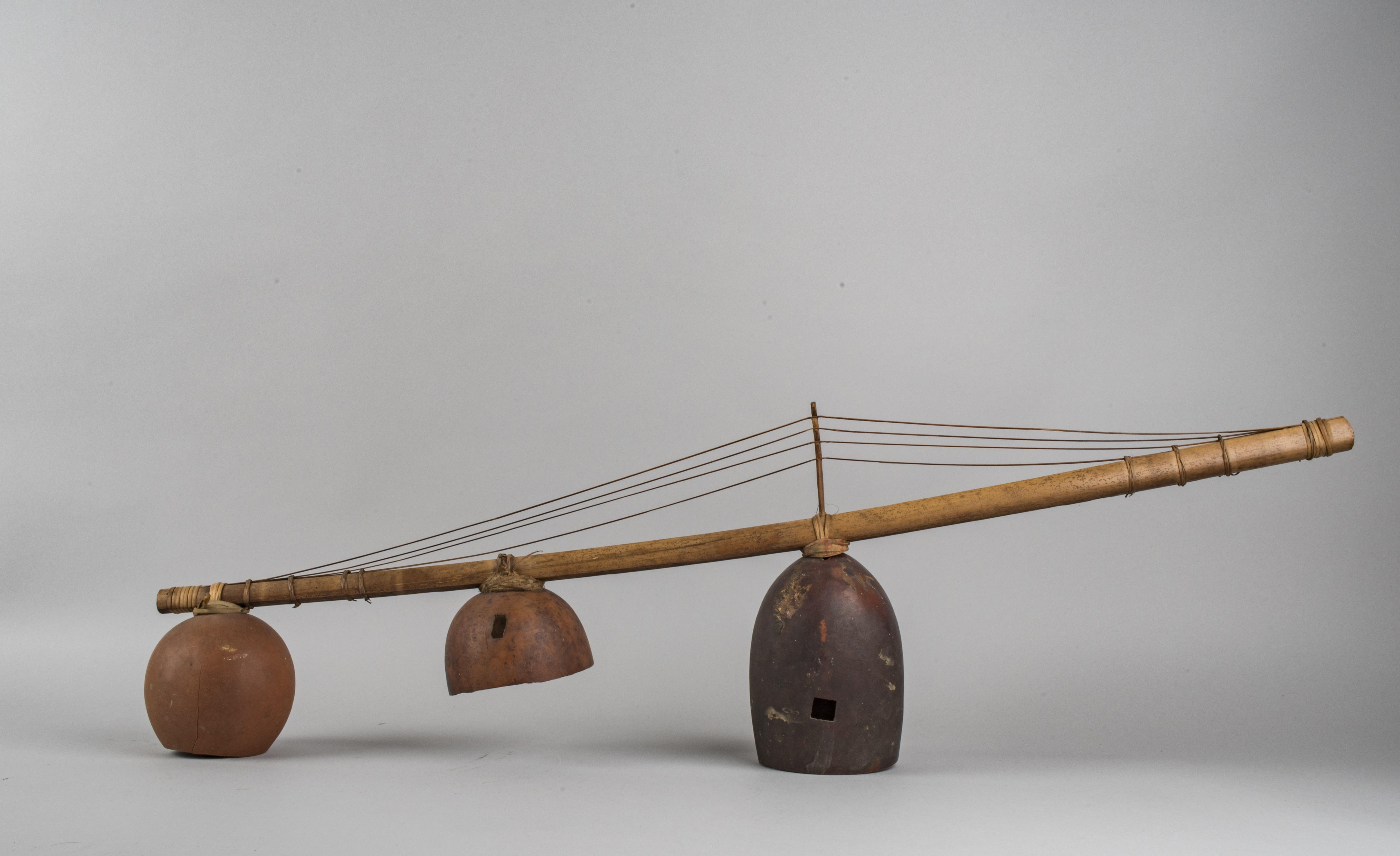
Mvet à trois calebasses

Angèle Christine Ondo est née en 1949 à Oyem au nord du Gabon. Elle obtient un baccalauréat littéraire au lycée Léon-M'Ba en 1973. Elle poursuit ses études à l'université de Libreville où elle obtient une licence. Elle obtient ensuite une maîtrise de lettres et le diplôme d’études approfondies à la Sorbonne en 1980. Elle rédige et soutient la thèse Formes et contenu du Mvett : d'après l'épopée orale de Zwé Nguéma  à l'Université Paris 12 en 2007, une thèse qu'elle a interrompu des années plus tôt.
Le « Mvett » est constitué par des récits guerriers qui se transmettent oralement. Les récits sont constitués de trois composantes « harpe, le·la musicien·ne-poète et le texte. » et sont constitutifs des traditions du groupe fang.

### Carrière
Angèle Christine Ondo fait une brillante carrière de haute fonctionnaire après son retour au Gabon et l'interruption de sa thèse sur le Mvett.
Elle entre ensuite dans le gouvernement, de 1991 à 1994, en qualité de ministre de la Communication, des postes et télécommunications, puis de ministre des Affaires sociales et de la Sécurité sociale. Elle met fin à sa carrière politique en 2001 pour reprendre ses recherches sur le Mvett et s’inscrit à Paris pour travailler sur le Mvett Oral et Initiatique. Elle mène depuis des recherches pour accéder au sens du Mvett. Angèle Christine Ondo devient l'unique spécialiste de Mvett en Afrique Centrale.
Elle participe à la transmission et la vulgarisation à l'humanité de cet art, auparavant réservé à un cercle fermé réservé uniquement aux hommes. Elle enseigne pendant douze ans la poétique des textes oraux à l'Université Omar Bongo de Libreville; et publie plusieurs ouvrages sur le Mvett. Angèle Christine Ondo a également créé et présidé plusieurs associations œuvrant pour l'amélioration de la condition des femmes. Elle est membre de l'association Mvettologie du Gabon.
Le 31 juillet 2018 elle figure parmi les figures emblématiques de femmes célébrées par le mouvement féministe «l’Appel des mille et une» durant la 55e édition de la journée internationale de la femme Africaine (Jifa),.

## Publications
- Angèle Christine Ondo, « L’espace corporel intérieur dans le mvet », Journal des africanistes, nos 79-2,‎ 1er avril 2009, p. 155–170 (ISSN 0399-0346, DOI 10.4000/africanistes.2991, lire en ligne, consulté le 28 avril 2022).
- Angèle Christine Ondo, Formes et contenu du Mvett: d'après l'épopée orale de Zwé Nguéma, Atelier national de Reproduction des Thèses, 2008 (lire en ligne).
- Angèle Christine Ondo, Mvett Ekang, forme et sens : l'épique dévoile le sens, Harmattan, 2014, 208 p. (ISBN 978-2-343-01970-3, OCLC 873479610).
- Angèle Christine Ondo, Le secret du TamTam parlant, Bibliocratie.com, 2015 (ISBN 978-2-36673-151-4, lire en ligne).